# 내포신도시
내포신도시(內浦新都市)는 대한민국 충청남도 예산군 삽교읍 목리, 홍성군 홍북읍 신경리에 조성된 신도시이다. 대전광역시에 있었던 충청남도청과 충청남도의회와 충남지방경찰청과 충청남도교육청이 이곳으로 이전했다.
이후, 한국국토정보공사 대전세종충남본부, 농협중앙회 충남지역본부, 정부충남지방합동청사, 한국농어촌공사 충남지역본부 등이 개청하여 행정타운을 이루고있다.

## 역사
2006년 2월 12일 충청남도청은 대전광역시 중구에 있던 충청남도청사를 충청남도 예산군 삽교읍과 홍성군 홍북면 일원으로 이전하기로 최종 확정하였다. 2009년 6월 16일 도청신도시 개발구역 내 행정타운 예정지에서 신도시 기반공사와 충청남도청 신청사 기공식을 가졌다. 원래는 5월 26일에 기공식을 가질 예정이었지만, 노무현 전 대통령의 국민장 기간이어서 장례식 이후로 연기되었다.
2010년 8월 2일 신도시 명칭이 '내포'(內浦)로 확정되었다. 충청남도청은 '내포'라는 명칭이 내포 문화권(충청남도 북서부 지역)의 중심이라는 역사적·지리적 특징을 잘 반영하고 있다는 점, 황해권 시대의 선도 역할을 한다는 미래 지향적 의미를 담았다는 점에서 선정되었다고 밝혔다. 도청 이전 신도시의 새이름은 도청 이전지가 결정된 2006년 2월 이후부터 그해 6월 9일부터 6월 30일까지 21일 동안 공모했다. 전국에서 총 75명이 153건을 응모했고 잠시 명칭 선정이 유보됐다가 2010년 7월 충남도 지명위원회를 열어 "내포"로 최종 결정됐다.

## 연혁
- 2006년 2월 도청이전 예정지역 지정 공고
- 2007년 7월 도청이전 신도시 도시개발구역 지정고시
- 2008년 3월 도청이전특별법 제정·공포
- 2008년 5월 개발계획 수립·고시, 편입용지 보상 착수
- 2008년 12월 홍성·예산 국제문화교육 특구지정·고시
- 2009년 3월 실시계획 승인고시
- 2009년 6월 부지조성 및 청사 신축공사 기공식
- 2010년 7월 '내포신도시'로 도시명칭 확정
- 2020년 10월 '충남혁신도시' 지정 고시

## 건설 현황
신도시 총면적은 9,951,729m2이며 2007년부터 2025년까지 100,000명(세대당 2.4인, 41,860세대)를 수용할 수 있는 규모로 조성될 예정이다. 2012년 말부터 입주가 시작되었으며, 2012년 12월 13일 충청남도청과 도의회 신청사(전체 면적 140,000m2, 지하 2층·지상 7층, 건물면적 104,933m2)가 완공되었다. 충청남도청과 충청남도의회는 2013년 1월 2일 내포신도시 신청사에서 시무식을 가졌다.
그 밖에 2011년 4월 27일에 착공된 충청남도교육청 신청사(지하 1층·지상 7층, 건물면적 27,286m2)가 2013년 2월 14일에 완공되었으며, 2011년 5월 30일에 착공된 충남지방경찰청 신청사(지하 1층·지상 7층, 건물면적 15,553m2)도 2013년 9월에 준공하였다. 2020년까지 충청남도의 도 단위 기관 및 단체 121개가 자리잡은 인구 10만 명(38,500 가구) 규모의 신도시로 조성될 예정이었다.
2020년 10월 충남혁신도시로 지정되면서, 도시개발계획을 2025년 12월까지 연장했다.
충청남도청 본청과 충청남도교육청, 충남교통방송은 충청남도 홍성군 홍북읍 신경리에 위치하고 있으며, 충청남도의회와 충청남도청 별관, 충청남도청 문예회관, 충청남도지방경찰청은 예산군 삽교읍 목리에 소재하고 있다.

## 지리
예당(예산-당진)평야 지역으로 대부분 지역이 평탄하다.
신도시 서쪽에는 용봉산과 수암산이 자리잡고 있으며, 도시 남동쪽으로 흐른 신경천이 도시 외곽의 삽교천으로 합류한다.

## 교통

### 고속도로
서산영덕고속도로의 예산수덕사 나들목, 익산평택고속도로 예산예당호 나들목이 내포신도시와 반경 10km 이내로 인접해 있다.
특히, 예산수덕사 나들목에서 내포신도시 중심부까지 이어지는 도로(충남대로)가 개통되어 10분 이내로 오갈 수 있다.

### 국도, 지방도, 주요 도로
내포신도시 주변으로는 국도 제21호선, 국도 제29호선, 국도 제40호선, 국도 제45호선이 지나가며, 이 중 국도 제45호선이 내포신도시와 가장 가깝게 지나간다.
지방도는 용봉산과 수암산을 배경으로 남북방향으로 지방도 제609호선이 지나간다. 신도시 건설 전에는 왕복 2차로였지만, 2011년 7월 왕복 4차선 확장 공사(총연장 8.83km, 예산구간 4.4km 홍성구간 4.43km)가 착공되어 2013년에 완료했으며, 동서방향으로 내포신도시와 예산수덕사 나들목까지 연결하는 주진입도로(충남대로)도 2015년 7월에 완전 개통되었다. 현재는 내포신도시 - 내포역 간 제2진입도로 및 도시첨단산업단지 진입도로 개설되었다.

### 대중교통
- 장항선 예산역과 삽교역을 이용하면 서울, 천안방면으로 갈 수 있고, 홍성역을 이용하면 익산, 보령방면으로 갈 수 있다. 충청남도청 인근에 시외버스 정류장도 들어서 있다.
- 서해선 내포역: 예산군 삽교읍 삽교리에 2025년 완공 예정인 서해선 KTX 역이다.